# إريك جيرمان
اريك جيرمان هو لاعب هوكي الجليد كندي، ولد في 26 يونيو 1966 في مدينة كيبك في كندا.

## وصلات خارجية
- اريك جيرمان على موقع دوري الهوكي الوطني (الإنجليزية)
- اريك جيرمان على موقع EliteProspects.com (الإنجليزية)
- اريك جيرمان على موقع HockeyDB.com (الإنجليزية)
- اريك جيرمان على موقع Hockey-Reference.com (الإنجليزية)